# Chris Greenacre
Chris Greenacre, est un footballeur anglais né le 23 décembre 1977 à Wakefield (Angleterre).  Il est actuellement entraineur pour le club de Wellington Phoenix.